# Hamilton Bower
Pour les articles homonymes, voir Bower.
Hamilton St Clair Bower, né le 1er septembre 1858 à Portsea et mort le 5 mars 1940 à North Berwick, est un officier de l'armée indienne et explorateur britannique.
Major général, il a écrit le récit de ses voyages à travers le Xinjiang et le Tibet.

## Biographie
Bower est né sur l'île de Portsea dans le Hampshire. Il est le fils d'un père écossais, l'amiral James Paterson Bower (1806–1889) et d'une mère irlandaise, Barbara Hickson. Il fait ses études à l'École collégiale d'Édimbourg et à la Royal Naval School de New Cross. 
Commandant dans la milice d'artillerie du duc d'Édimbourg, il est nommé sous-lieutenant dans le Devonshire Regiment le 23 octobre 1880. Il est nommé à l'Indian Staff Corps (en) le 2 février 1884, et est affecté au 17e de Cavalerie 15 septembre 1885. 
Il épouse Maud Edith Ainslie à Shanghai en 1889 puis, en 1894, Mary Sherrard à Simla en Inde. Il est le père de trois filles. 
En 1889-1890, il voyage à travers le Turkestan chinois, et, à Kucha, il achète un manuscrit en langue sanskrite écrit en alphabet brahmi. Le manuscrit médical, qui sera plus tard connu sous le nom de Bower Manuscript, crée une onde de choc dans le monde de l'érudition indienne, en particulier l'indologie, indiquant l'existence d'une civilisation bouddhiste oubliée dans le Turkestan chinois. 
Pendant son séjour au Turkestan, Bower, qui était alors un officier du renseignement britannique en mission gouvernementale, tente de retrouver le meurtrier d'Andrew Dalgleish, un commerçant écossais assassiné sur la route de Leh à Yarkand en 1888. 
Dans les années 1890, il se rend au Tibet et écrit un mémoire de ses expériences intitulé Diary of a Journey across Tibet. En 1894, il reçoit la médaille d'or de la Royal Geographical Society « pour son remarquable voyage à travers le Tibet, d'ouest en est ». 
Bower a sert comme DAQMG (Intelligence) du 18 avril 1893 au 4 mai 1895. Il fait partie en 1896 de l'expédition Dongola comme DAQMG (Intelligence) et est récompensé par un Brevet de Major. 
Il lève et commande le 1er régiment chinois à Wei-hei-Wei (en) en 1898, et est en Chine pendant la révolte des Boxers en 1900, où il commande le régiment à Tientsin et Pékin. Après la fin des hostilités, il est du 21 juillet au 30 novembre 1901 le délégué du commandant militaire britannique O'Moore Creagh (en) au sein du gouvernement provisoire. Pour ses services pendant la rébellion, il est mentionné dans des dépêches (par le major-général Creagh) et reçoit le grade de brevet de lieutenant-colonel.
Il est nommé commandant de la garde de la légation à Pékin le 1er décembre 1901, et sert comme tel jusqu'au 24 novembre 1906. En janvier 1908, il est le commandant en second du 17e de cavalerie.
Promu colonel le 1er décembre 1908 et général de brigade temporaire commandant la brigade Dehra Ismail Khan puis la brigade Assam, il est promu major-général le 15 février 1909 et nommé Compagnon de l'Ordre du Bain en octobre 1910. 
Il est l'Officier Général Commandant de l'Expédition Abor et est récompensé par une promotion au titre de Chevalier Commandeur de l'Ordre du Bain.
Il prend sa retraite de général de division le 30 janvier 1914.
Il est nommé lieutenant-colonel temporaire et commandant du Haddington Volunteer Regiment le 1er septembre 1916. Il renonce à sa commission le 26 février 1920 et reçoit le grade honorifique de lieutenant-colonel. 
Il est enterré avec ses parents au Dean Cemetery (en) à Édimbourg. La tombe se trouve dans la première extension nord près du chemin principal est-ouest.

## Publications
- 1893 : Some notes on Tibetan affairs, Calcutta: Office of the Superintendent of Government Printing, Inde
- 1894 : Diary of a journey across Tibet, Londres: Rivington, Percival and Co.
- 1894 : The Bower Manuscript : facsimile leaves, Nagari transcript, romanised transliteration and English trans. with notes, Calcutta : Off. of the Superintendent of Govt. Printing, avec Rudolf Hoernlé (en)
- 1895 : A trip to Turkistan in Geographical Journal
- 1913 : The Abor Expedition: Geographical Results: Discussion, in Geographical Journal, vol. 41, no 2, février 1913, p. 109–114, avec L. A. Bethell et Thomas Holdich